# Stora Holmsjön, Småland
Stora Holmsjön är en sjö i Vimmerby kommun i Småland och ingår i Motala ströms huvudavrinningsområde. Sjön har en area på 0,299 kvadratkilometer och ligger 139,2 meter över havet.

## Delavrinningsområde
Stora Holmsjön ingår i det delavrinningsområde (639428-149102) som SMHI kallar för Ovan Herrestorpeån. Medelhöjden är 170 meter över havet och ytan är 41,38 kvadratkilometer. Räknas de 14 avrinningsområdena uppströms in blir den ackumulerade arean 324,34 kvadratkilometer. Stångån som avvattnar avrinningsområdet har biflödesordning 2, vilket innebär att vattnet flödar genom totalt 2 vattendrag innan det når havet efter 226 kilometer. Avrinningsområdet består mestadels av skog (81 %). Avrinningsområdet har 0,3 kvadratkilometer vattenytor vilket ger det en sjöprocent på 0,7 %. Bebyggelsen i området täcker en yta av 0,52 kvadratkilometer eller 1 % av avrinningsområdet.